# Der Seeräuber (1942)
Der Seeräuber ist ein US-amerikanischer Piratenfilm aus dem Jahr 1942. Der Film entstand frei nach dem Roman The Black Swan (Der schwarze Schwan) von Rafael Sabatini.

## Handlung
Der englische König Karl II. erlässt eine Amnestie für Piraten, wenn diese sich anschließend in den von Spanien erworbenen westindischen Kolonien ansiedeln. Der ehemalige Pirat Henry Morgan wird zum Gouverneur von Jamaika ernannt. Dies ist den konservativen Kräften im Lande ein Dorn im Auge. Als auch noch Captain Leech, ein ehemaliger Komplize Morgans, weiterhin als Pirat sein Unwesen im karibischen Meer treibt, fällt Morgan endgültig in Ungnade. Morgan lässt daraufhin Jamie Waring Jagd auf den Piraten Leech machen. In einer Seeschlacht bei Maracaibo kann Waring Leech bezwingen und rettet Morgan die Ehre. Waring ist jedoch nicht nur für Henry Morgan der glücksbringende Held, er erhält auch die Zuneigung von Lady Margaret Denby, der Tochter des ehemaligen Gouverneurs von Jamaika, Lord Denby.

## Hintergrund
Henry Morgan war eine historisch verbürgte Persönlichkeit. Der berüchtigte und erfolgreiche Pirat wurde 1674 tatsächlich zum Gouverneur von Jamaika ernannt und machte sich in der Folgezeit als unerbittlicher Verfolger seiner einstigen Gefährten einen Namen. Die im Film erzählte Geschichte hingegen besitzt keine historische Grundlage.

## Kritiken
„Farbenprächtiger und hervorragend gespielter Abenteuerfilm, der die Geburt des Genres der Piratenfilme einläutete.“

## Auszeichnungen
Leon Shamroy erhielt für seine Kameraarbeit bei der Oscarverleihung 1943 einen Oscar in der Kategorie Beste Kamera (Farbfilm). Der Film war außerdem in den Kategorien Beste Spezialeffekte und Beste Filmmusik nominiert.